# Automeris chrismeisterae
Automeris chrismeisterae é uma espécie de mariposa do gênero Automeris, da família Saturniidae.
Sua ocorrência foi registrada no México. Foi encontrada em Guerrero, Cruz de Ocote, a 450 m de altitude.